# Едін Джеко
Е́дін Дже́ко (босн. Edin Džeko; нар. 17 березня 1986 року, Сараєво, Югославія) — боснійський футболіст, центральний нападник клубу «Фіорентина». Рекордсмен збірної Боснії і Герцеговини за кількістю зіграних матчів та забитих голів.

## Клубна кар'єра
Джеко почав свою професійну кар'єру в клубі «Желєзнічар», де грав як півзахисник у 2003–2005 роках. Потім він перейшов у чеський «Тепліце», де грав в 2005–2007 роках і забив 16 м'ячів в 43 матчах, завоювавши титул найкращого бомбардира Гамбринус Ліги. Там його помітив тренер «Вольфсбурга» Фелікс Магат, німецький клуб придбав гравця за 4 мільйони євро. Едін вдало вписався у гру команди, встигнувши за першу половину сезону 2007/2008 забити 5 м'ячів і зробити 12 результативних передач, таким чином він був визнаний найкращим нападником першої половини сезону 2007-2008.
Влітку 2009 року Джеко продовжив контракт з «Вольфсбургом» до 2013 року. У листопаді 2009 року заявив, що має намір влітку 2010 року перейти в італійський «Мілан», так як завжди був шанувальником россонері. Також боснійцем цікавилася «Баварія» і «Ювентус».

### «Манчестер Сіті»

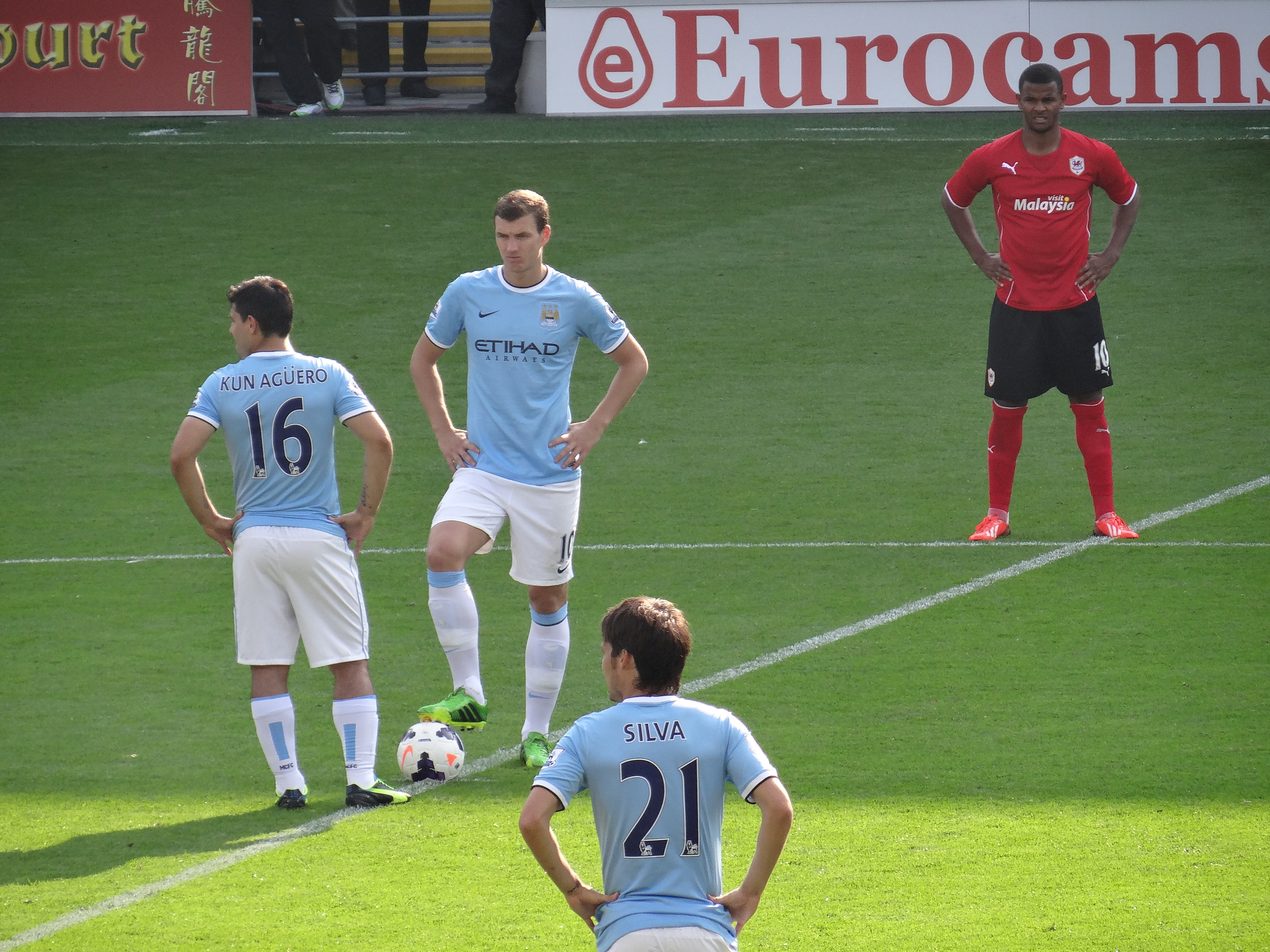
Едін Джеко вводить м'яч у гру.

4 січня 2011 року головний тренер «Манчестер Сіті» Роберто Манчіні оголосив про перехід Джеко в англійський клуб. Вартість трансферу склала 27,5 млн фунтів (32 млн євро). 7 січня гравець підписав контракт з «міщанами» терміном на 4,5 року. Дебютував за «Манчестер Сіті» в матчі проти «Вулверхемптон Вондерерс», в якому Джеко віддав гольову передачу. Матч закінчився з рахунком 4:3 на користь «Манчестер Сіті». У наступному матчі проти «Ноттс Каунті» в Кубку Англії Джеко забив свій перший гол за «Сіті». 25 квітня в матчі з «Блекберн Роверс», вийшовши на заміну на 72-й хвилині гри, забив свій перший гол у Прем'єр-лізі, який приніс «Манчестер Сіті» мінімальну перемогу — 1:0. 28 серпня 2011 року в матчі з «Тоттенхем Хотспур» оформив свій перший покер у чемпіонаті, ставши першим гравцем, який забив 6 голів у перших трьох турах у Прем'єр-лізі. До цього рекорд був п'ять м'ячів і його автором був Роббі Фаулер.

### «Рома»
До складу клубу «Рома» приєднався 2015 року. Відтоді встиг відіграти за «вовків» 68 матчів в національному чемпіонаті. В сезоні 2016-2017 забив у чемпіонаті 29 голів, ставши найкращим бомбардиром Серії A.

### «Інтернаціонале»
14 серпня 2021 року став гравцем міланського «Інтера». На той момент 35-річний боснієць підписав контракт на два роки, а сума угоди склала 15 мільйонів євро.

### «Фенербахче»
Влітку 2023 сезону перейшов на правах вільного агента до турецького «Фенербахче».

## Виступи за збірні
Протягом 2006–2007 років залучався до складу молодіжної збірної Боснії і Герцеговини. На молодіжному рівні зіграв у 5 офіційних матчах, забив 1 гол.
2 червня 2007 року дебютував в офіційних матчах у складі національної збірної Боснії і Герцеговини у відбірній грі до ЄВРО-2008 проти збірної Туреччини. Боснійці здобули перемогу з рахунком 3:2, а сам гравець відзначився голом. За 16 років кар'єри у футболці збірної Боснії і Герцеговини провів за неї 129 ігор, в яких записав на свій рахунок 64 влучні удари.

## Статистика виступів

### Статистика клубних виступів
| Сезон                   | Команда                 | Чемпіонат               | Чемпіонат | Чемпіонат | Національний кубок | Національний кубок | Національний кубок | Континентальні кубки | Континентальні кубки | Континентальні кубки | Інші змагання | Інші змагання | Інші змагання | Усього | Усього |
| Сезон                   | Команда                 | Ліга                    | Ігор      | Голів     | Ліга               | Ігор               | Голів              | Ліга                 | Ігор                 | Голів                | Ліга          | Ігор          | Голів         | Ігор   | Голів  |
| ----------------------- | ----------------------- | ----------------------- | --------- | --------- | ------------------ | ------------------ | ------------------ | -------------------- | -------------------- | -------------------- | ------------- | ------------- | ------------- | ------ | ------ |
| 2003–04                 | «Желєзнічар»            | ПЛ                      | 20        | 4         | КБГ                | 0                  | 0                  | КУЄФА                | 1                    | 0                    | -             | -             | -             | 21     | 4      |
| 2004–05                 | «Желєзнічар»            | ПЛ                      | 20        | 1         | КБГ                | 0                  | 0                  | -                    | -                    | -                    | -             | -             | -             | 20     | 1      |
| Усього за «Желєзнічар»  | Усього за «Желєзнічар»  | Усього за «Желєзнічар»  | 40        | 5         |                    | -                  | -                  |                      | 1                    | 0                    |               | -             | -             | 41     | 5      |
| 2005-січ. 2006          | «Усті-над-Лабем»        | 2Л                      | 15        | 6         | КЧ                 | 0                  | 0                  | -                    | -                    | -                    | -             | -             | -             | 15     | 6      |
| січ.-черв. 2006         | «Тепліце»               | 1Л                      | 13        | 3         | КЧ                 | 0                  | 0                  | -                    | -                    | -                    | -             | -             | -             | 13     | 3      |
| 2006–07                 | «Тепліце»               | 1Л                      | 30        | 13        | КЧ                 | 0                  | 0                  | Інт                  | 2                    | 0                    | -             | -             | -             | 32     | 13     |
| Усього за «Тепліце»     | Усього за «Тепліце»     | Усього за «Тепліце»     | 43        | 16        |                    | -                  | -                  |                      | 2                    | 0                    |               | -             | -             | 45     | 16     |
| 2007–08                 | «Вольфсбург»            | БЛ                      | 28        | 8         | КН                 | 5                  | 1                  | -                    | -                    | -                    | -             | -             | -             | 33     | 9      |
| 2008–09                 | «Вольфсбург»            | БЛ                      | 32        | 26        | КН                 | 2                  | 6                  | КУЄФА                | 8                    | 4                    | -             | -             | -             | 42     | 36     |
| 2009–10                 | «Вольфсбург»            | БЛ                      | 34        | 22        | КН                 | 2                  | 2                  | ЛЧ+ЛЄ                | 6+6                  | 4+1                  | СКН           | 0             | 0             | 48     | 29     |
| 2010-січ. 2011          | «Вольфсбург»            | БЛ                      | 17        | 10        | КН                 | 2                  | 1                  | -                    | -                    | -                    | -             | -             | -             | 19     | 11     |
| Усього «Вольфсбург»     | Усього «Вольфсбург»     | Усього «Вольфсбург»     | 111       | 66        |                    | 11                 | 10                 |                      | 20                   | 9                    |               | 0             | 0             | 142    | 85     |
| січ.-черв. 2011         | «Манчестер Сіті»        | ПЛ                      | 15        | 2         | КА+КЛ              | 2+0                | 2+0                | ЛЄ                   | 4                    | 2                    | -             | -             | -             | 21     | 6      |
| 2011–12                 | «Манчестер Сіті»        | ПЛ                      | 30        | 14        | КА+КЛ              | 0+4                | 0+3                | ЛЧ+ЛЄ                | 5+3                  | 0+1                  | СКА           | 1             | 1             | 43     | 19     |
| 2012–13                 | «Манчестер Сіті»        | ПЛ                      | 32        | 14        | КА+КЛ              | 5+1                | 0                  | ЛЧ                   | 6                    | 1                    | СКА           | 1             | 0             | 45     | 15     |
| 2013–14                 | «Манчестер Сіті»        | ПЛ                      | 31        | 16        | КА+КЛ              | 5+5                | 2+6                | ЛЧ                   | 7                    | 2                    | -             | -             | -             | 48     | 26     |
| 2014–15                 | «Манчестер Сіті»        | ПЛ                      | 22        | 4         | КА+КЛ              | 1+2                | 0+2                | ЛЧ                   | 6                    | 0                    | СКА           | 1             | 0             | 32     | 6      |
| Усього «Манчестер Сіті» | Усього «Манчестер Сіті» | Усього «Манчестер Сіті» | 130       | 50        |                    | 25                 | 15                 |                      | 31                   | 6                    |               | 3             | 1             | 189    | 72     |
| 2015–16                 | «Рома»                  | A                       | 31        | 8         | КІ                 | 1                  | 0                  | ЛЧ                   | 7                    | 2                    | -             | -             | -             | 39     | 10     |
| 2016–17                 | «Рома»                  | A                       | 37        | 29        | КІ                 | 4                  | 2                  | ЛЧ+ЛЄ                | 2+8                  | 0+8                  | -             | -             | -             | 51     | 39     |
| 2017-18                 | «Рома»                  | A                       | 36        | 16        | КІ                 | 1                  | 0                  | ЛЧ                   | 12                   | 8                    | -             | -             | -             | 49     | 24     |
| 2018-19                 | «Рома»                  | A                       | 33        | 9         | КІ                 | 1                  | 0                  | ЛЧ                   | 6                    | 5                    | -             | -             | -             | 40     | 14     |
| 2019-20                 | «Рома»                  | A                       | 35        | 16        | КІ                 | 0                  | 0                  | ЛЄ                   | 8                    | 3                    | -             | -             | -             | 43     | 19     |
| 2020-21                 | «Рома»                  | A                       | 27        | 7         | КІ                 | 1                  | 0                  | ЛЄ                   | 10                   | 6                    | -             | -             | -             | 38     | 13     |
| Усього «Рома»           | Усього «Рома»           | Усього «Рома»           | 199       | 85        |                    | 8                  | 2                  |                      | 53                   | 32                   |               | 0             | 0             | 260    | 119    |
| 2021-22                 | «Інтер»                 | А                       | 36        | 13        | КІ                 | 5                  | 1                  | ЛЧ                   | 7                    | 3                    | СКІ           | 1             | 0             | 49     | 17     |
| 2022-23                 | «Інтер»                 | А                       | 33        | 9         | КІ                 | 5                  | 0                  | ЛЧ                   | 13                   | 4                    | СКІ           | 1             | 0             | 52     | 13     |
| Усього за «Інтер»       | Усього за «Інтер»       | Усього за «Інтер»       | 69        | 22        |                    | 10                 | 1                  |                      | 20                   | 7                    |               | 2             | 0             | 101    | 30     |
| Усього за кар'єру       | Усього за кар'єру       | Усього за кар'єру       | 607       | 250       |                    | 54                 | 28                 |                      | 126                  | 54                   |               | 5             | 1             | 792    | 333    |

### Статистика виступів за збірну
| Дата       | Місто              | Господарі            | Результат | Гості                | Турнір             | Голи | Примітки      |
| ---------- | ------------------ | -------------------- | --------- | -------------------- | ------------------ | ---- | ------------- |
| 2-6-2007   | Сараєво            | Боснія і Герцеговина | 3 – 2     | Туреччина            | Відбір до ЧЄ 2008  | 1    | 61'           |
| 6-6-2007   | Сараєво            | Боснія і Герцеговина | 1 – 0     | Мальта               | Відбір до ЧЄ 2008  | -    | 56'           |
| 22-8-2007  | Сараєво            | Боснія і Герцеговина | 3 – 5     | Хорватія             | товариський матч   | -    | 46'           |
| 8-9-2007   | Будапешт           | Угорщина             | 1 – 0     | Боснія і Герцеговина | Відбір до ЧЄ 2008  | -    | 67'           |
| 12-9-2007  | Сараєво            | Боснія і Герцеговина | 0 – 1     | Молдова              | Відбір до ЧЄ 2008  | -    |               |
| 17-10-2007 | Сараєво            | Боснія і Герцеговина | 0 – 2     | Норвегія             | Відбір до ЧЄ 2008  | -    | 46' 90+3'     |
| 21-11-2007 | Стамбул            | Туреччина            | 1 – 0     | Боснія і Герцеговина | Відбір до ЧЄ 2008  | -    | 83'           |
| 26-3-2008  | Зениця             | Боснія і Герцеговина | 2 – 2     | Північна Македонія   | товариський матч   | -    |               |
| 6-9-2008   | Ельче              | Іспанія              | 1 – 0     | Боснія і Герцеговина | Відбір до ЧС 2010  | -    | 85'           |
| 10-9-2008  | Зениця             | Боснія і Герцеговина | 7 – 0     | Естонія              | Відбір до ЧС 2010  | 2    |               |
| 11-10-2008 | Стамбул            | Туреччина            | 2 – 1     | Боснія і Герцеговина | Відбір до ЧС 2010  | 1    |               |
| 15-10-2008 | Зениця             | Боснія і Герцеговина | 4 – 1     | Вірменія             | Відбір до ЧС 2010  | 1    |               |
| 19-11-2008 | Марибор            | Словенія             | 3 – 4     | Боснія і Герцеговина | товариський матч   | 1    | 55' 88'       |
| 28-3-2009  | Брюссель           | Бельгія              | 2 – 4     | Боснія і Герцеговина | Відбір до ЧС 2010  | 1    | 85'           |
| 1-4-2009   | Зениця             | Боснія і Герцеговина | 2 – 1     | Бельгія              | Відбір до ЧС 2010  | 2    | 90'           |
| 9-6-2009   | Канни              | Оман                 | 1 – 2     | Боснія і Герцеговина | товариський матч   | 1    | 90'           |
| 12-8-2009  | Сараєво            | Боснія і Герцеговина | 2 – 3     | Іран                 | товариський матч   | 2    | 49'           |
| 5-9-2009   | Єреван             | Вірменія             | 0 – 2     | Боснія і Герцеговина | Відбір до ЧС 2010  | -    |               |
| 9-9-2009   | Зениця             | Боснія і Герцеговина | 1 – 1     | Туреччина            | Відбір до ЧС 2010  | -    |               |
| 10-10-2009 | Таллінн            | Естонія              | 0 – 2     | Боснія і Герцеговина | Відбір до ЧС 2010  | 1    |               |
| 14-10-2009 | Зениця             | Боснія і Герцеговина | 2 – 5     | Іспанія              | Відбір до ЧС 2010  | 1    |               |
| 14-11-2009 | Лісабон            | Португалія           | 1 – 0     | Боснія і Герцеговина | Відбір до ЧС 2010  | -    |               |
| 18-11-2009 | Зениця             | Боснія і Герцеговина | 0 – 1     | Португалія           | Відбір до ЧС 2010  | -    | кап. 58'      |
| 3-3-2010   | Сараєво            | Боснія і Герцеговина | 2 – 1     | Гана                 | товариський матч   | -    |               |
| 29-5-2010  | Стокгольм          | Швеція               | 4 – 2     | Боснія і Герцеговина | товариський матч   | -    | 81'           |
| 3-6-2010   | Франкфурт-на-Майні | Німеччина            | 3 – 1     | Боснія і Герцеговина | товариський матч   | 1    |               |
| 10-8-2010  | Сараєво            | Боснія і Герцеговина | 1 – 1     | Катар                | товариський матч   | -    |               |
| 3-9-2010   | Люксембург         | Люксембург           | 0 – 3     | Боснія і Герцеговина | Відбір до ЧЄ 2012  | 1    |               |
| 7-9-2010   | Сараєво            | Боснія і Герцеговина | 0 – 2     | Франція              | Відбір до ЧЄ 2012  | -    |               |
| 8-10-2010  | Тирана             | Албанія              | 1 – 1     | Боснія і Герцеговина | Відбір до ЧЄ 2012  | -    | 89'           |
| 17-11-2010 | Братислава         | Словаччина           | 2 – 3     | Боснія і Герцеговина | товариський матч   | 1    | 83'           |
| 26-3-2011  | Зениця             | Боснія і Герцеговина | 2 – 1     | Румунія              | Відбір до ЧЄ 2012  | 1    |               |
| 3-6-2011   | Бухарест           | Румунія              | 3 – 0     | Боснія і Герцеговина | Відбір до ЧЄ 2012  | -    | 64'           |
| 7-6-2011   | Зениця             | Боснія і Герцеговина | 2 – 0     | Албанія              | Відбір до ЧЄ 2012  | -    |               |
| 10-8-2011  | Сараєво            | Боснія і Герцеговина | 0 – 0     | Греція               | товариський матч   | -    |               |
| 2-9-2011   | Мінськ             | Білорусь             | 0 – 2     | Боснія і Герцеговина | Відбір до ЧЄ 2012  | -    | 80'           |
| 6-9-2011   | Зениця             | Боснія і Герцеговина | 1 – 0     | Білорусь             | Відбір до ЧЄ 2012  | -    |               |
| 7-10-2011  | Зениця             | Боснія і Герцеговина | 5 – 0     | Люксембург           | Відбір до ЧЄ 2012  | 1    |               |
| 11-10-2011 | Сен-Дені           | Франція              | 1 – 1     | Боснія і Герцеговина | Відбір до ЧЄ 2012  | 1    |               |
| 11-11-2011 | Зениця             | Боснія і Герцеговина | 0 – 0     | Португалія           | Відбір до ЧЄ 2012  | -    |               |
| 15-11-2011 | Лісабон            | Португалія           | 6 – 2     | Боснія і Герцеговина | Відбір до ЧЄ 2012  | -    | 68'           |
| 28-2-2012  | Санкт-Галлен       | Боснія і Герцеговина | 1 – 2     | Бразилія             | товариський матч   | -    |               |
| 26-5-2012  | Дублін             | Ірландія             | 1 – 0     | Боснія і Герцеговина | товариський матч   | -    |               |
| 31-5-2012  | Чикаго             | Мексика              | 2 – 1     | Боснія і Герцеговина | товариський матч   | 1    |               |
| 15-8-2012  | Лланеллі           | Уельс                | 0 – 2     | Боснія і Герцеговина | товариський матч   | -    |               |
| 7-9-2012   | Вадуц              | Ліхтенштейн          | 1 – 8     | Боснія і Герцеговина | Відбір до ЧС 2014  | 3    |               |
| 11-9-2012  | Зениця             | Боснія і Герцеговина | 4 – 1     | Латвія               | Відбір до ЧС 2014  | 1    |               |
| 12-10-2012 | Афіни              | Греція               | 0 – 0     | Боснія і Герцеговина | Відбір до ЧС 2014  | -    |               |
| 16-10-2012 | Зениця             | Боснія і Герцеговина | 3 – 0     | Литва                | Відбір до ЧС 2014  | 1    |               |
| 14-11-2012 | Алжир (місто)      | Алжир                | 0 – 1     | Боснія і Герцеговина | товариський матч   | -    | 63'           |
| 6-2-2013   | Копер (Словенія)   | Словенія             | 0 – 3     | Боснія і Герцеговина | товариський матч   | -    |               |
| 22-3-2013  | Зениця             | Боснія і Герцеговина | 3 – 1     | Греція               | Відбір до ЧС 2014  | 2    |               |
| 7-6-2013   | Рига               | Латвія               | 0 – 5     | Боснія і Герцеговина | Відбір до ЧС 2014  | 1    |               |
| 14-8-2013  | Сараєво            | Боснія і Герцеговина | 3 – 4     | США                  | товариський матч   | 2    |               |
| 6-9-2013   | Зениця             | Боснія і Герцеговина | 0 – 1     | Словаччина           | Відбір до ЧС 2014  | -    |               |
| 10-9-2013  | Жиліна             | Словаччина           | 1 – 2     | Боснія і Герцеговина | Відбір до ЧС 2014  | -    |               |
| 11-10-2013 | Зениця             | Боснія і Герцеговина | 4 – 1     | Ліхтенштейн          | Відбір до ЧС 2014  | 2    |               |
| 15-10-2013 | Каунас             | Литва                | 0 – 1     | Боснія і Герцеговина | Відбір до ЧС 2014  | -    |               |
| 18-11-2013 | Сент-Луїс          | Аргентина            | 2 – 0     | Боснія і Герцеговина | товариський матч   | -    |               |
| 5-3-2014   | Інсбрук            | Боснія і Герцеговина | 0 – 2     | Єгипет               | товариський матч   | -    |               |
| 30-5-2014  | Сент-Луїс          | Боснія і Герцеговина | 2 – 1     | Кот-д'Івуар          | товариський матч   | 2    | 61'           |
| 3-6-2014   | Чикаго             | Мексика              | 0 – 1     | Боснія і Герцеговина | товариський матч   | -    |               |
| 15-6-2014  | Ріо-де-Жанейро     | Аргентина            | 2 – 1     | Боснія і Герцеговина | ЧС 2014 - 1-й етап | -    |               |
| 21-6-2014  | Куяба              | Нігерія              | 1 – 0     | Боснія і Герцеговина | ЧС 2014 - 1-й етап | -    |               |
| 25-6-2014  | Салвадор           | Боснія і Герцеговина | 3 – 1     | Іран                 | ЧС 2014 - 1-й етап | 1    | 84'           |
| 4-9-2014   | Тузла (місто)      | Боснія і Герцеговина | 3 – 0     | Ліхтенштейн          | товариський матч   | 1    | кап. 62'      |
| 9-9-2014   | Зениця             | Боснія і Герцеговина | 1 – 2     | Кіпр                 | Відбір до ЧЄ 2016  | -    | кап. 76'      |
| 10-10-2014 | Кардіфф            | Уельс                | 0 – 0     | Боснія і Герцеговина | Відбір до ЧЄ 2016  | -    | кап. 72'      |
| 13-10-2014 | Зениця             | Боснія і Герцеговина | 1 – 1     | Бельгія              | Відбір до ЧЄ 2016  | 1    | кап.          |
| 28-3-2015  | Андорра-ла-Велья   | Андорра              | 0 – 3     | Боснія і Герцеговина | Відбір до ЧЄ 2016  | 3    | кап.          |
| 31-3-2015  | Відень             | Австрія              | 1 – 1     | Боснія і Герцеговина | товариський матч   | -    | кап. 64'      |
| 12-6-2015  | Зениця             | Боснія і Герцеговина | 3 – 1     | Ізраїль              | Відбір до ЧЄ 2016  | 1    | кап.          |
| 3-9-2015   | Брюссель           | Бельгія              | 3 – 1     | Боснія і Герцеговина | Відбір до ЧЄ 2016  | 1    | кап.          |
| 6-9-2015   | Зениця             | Боснія і Герцеговина | 3 – 0     | Андорра              | Відбір до ЧЄ 2016  | 1    | кап. 67'      |
| 13-11-2015 | Зениця             | Боснія і Герцеговина | 1 – 1     | Ірландія             | Відбір до ЧЄ 2016  | 1    | кап.          |
| 16-11-2015 | Дублін             | Ірландія             | 2 – 0     | Боснія і Герцеговина | Відбір до ЧЄ 2016  | -    | кап. 90+3'    |
| 25-3-2016  | Люксембург         | Люксембург           | 0 – 3     | Боснія і Герцеговина | товариський матч   | -    | 46'           |
| 29-3-2016  | Цюрих              | Швейцарія            | 0 – 2     | Боснія і Герцеговина | товариський матч   | 1    | кап.          |
| 29-5-2016  | Санкт-Галлен       | Іспанія              | 3 – 1     | Боснія і Герцеговина | товариський матч   | -    | кап. 22'      |
| 6-9-2016   | Зениця             | Боснія і Герцеговина | 5 – 0     | Естонія              | Відбір до ЧС 2018  | 1    | кап. 81'      |
| 7-10-2016  | Брюссель           | Бельгія              | 4 – 0     | Боснія і Герцеговина | Відбір до ЧС 2018  | -    | кап.          |
| 10-10-2016 | Зениця             | Боснія і Герцеговина | 2 – 0     | Кіпр                 | Відбір до ЧС 2018  | 2    | кап.          |
| 13-11-2016 | Афіни              | Греція               | 1 – 1     | Боснія і Герцеговина | Відбір до ЧС 2018  | -    | кап. 12', 79' |
| 28-3-2017  | Ельбасан           | Албанія              | 1 – 2     | Боснія і Герцеговина | товариський матч   | 1    | кап. 59'      |
| Усього     |                    | Матчів (2 місце)     | 84        |                      | Голів (1 місце)    | 50   |               |

## Титули і досягнення

### Командні
- Чемпіон Німеччини (1):

«Вольфсбург»: 2008-09
- Чемпіон Англії (2):

«Манчестер Сіті»: 2011-12, 2013-14
- Володар Суперкубка Англії з футболу (1):

«Манчестер Сіті»:  2012
- Володар Кубка ліги (1):

«Манчестер Сіті»: 2013-14
- Володар Кубка Італії (2):

«Інтернаціонале»: 2021–22, 2022–23
- Володар Суперкубка Італії (2):

«Інтернаціонале»: 2021, 2022

### Особисті
- Найкращий гравець Німецької Бундесліги (1): 2008-2009
- Футболіст року в Боснії і Герцеговині (3): 2009, 2010, 2011-2012
- Найкращий бомбардир Німецької Бундесліги (1): 2009-2010 (22 голи)
- Гравець місяця англійської Прем'єр-ліги (1): серпень 2011
- Найкращий бомбардир Ліги Європи УЄФА (1): 2016-2017 (8 голів)
- Найкращий бомбардир Серії A (1): 2016-2017 (29 голів)